# Una nit per sobreviure
Una nit per sobreviure (títol original en anglès: Run All Night), és una pel·lícula d'acció de l'any 2015 dirigida per Jaume Collet-Serra. La pel·lícula és protagonitzada per Liam Neeson, Joel Kinnaman i Ed Harris. Ha estat doblada i subtitulada al català.

## Argument
Turmentat pels fantasmes del seu passat, l'ex-sicari de la mafia irlandesa Jimmy The Gravedigger Conlon s'ha convertit en un borratxo temperamental, incapaç de relacionar-se amb el seu fill Mike, un boxejador professional retirat que és mentor de nens en risc al gimnàs local. Disgustat per les accions del seu pare, Mike es nega a involucrar-lo en la vida de les seves filles, Catelyn i Lily.
L'antic cap de Jimmy i el seu amic més proper, Shawn Maguire, rebutja una oferta de venda d'heroïna albanesa. El seu fill Danny, que va rebre una gran quota d'organitzar l'acord, se li diu que tornar els diners o patir les conseqüències.
L'antic cap i amic més proper de Jimmy, Shawn Maguire, rebutja una oferta per permetre la venda d'heroïna albanesa al seu territori. Els albanesos demanen que Danny, el fill de Shawn, que va cobrar molts diners per organitzar l'acord, torni els seus diners ara. Mike condueix els dos creditors albanesos a casa de Danny. Però Danny i el seu amic els traeixen i disparen als albanesos, un dels quals és abatut per Danny. Mike és testimoni de Danny matant als albanesos i fuig, però cau accidentalment la seva cartera.
Jimmy demana a Mike, a instàncies de Shawn, que no exposin Danny i marxa a negociar amb Shawn. Quan se'n va, Jimmy veu el cotxe de Danny i entra per trobar-lo a punt de disparar en Mike. Jimmy dispara a Danny i després truca a Shawn per informar-li de la mort del seu fill. Shawn envia dos oficials corruptes de la policia de Nova York per recollir Mike i matar-lo, però Jimmy el rescata i dispara a un dels policies corruptes abans de portar Mike amb la seva família.
Conscient que Shawn no s'aturarà fins que Mike sigui mort, Jimmy envia a la seva família a una remota cabana i pren Mike amb ell per recuperar la prova de la seva innocència. Andrew Price, un assassí contractat per Shawn, els intercepta abans que puguin reunir les proves. Jimmy és capaç de dominar-lo, però pateix una lesió a l'espatlla.
Mike deixa Jimmy amb el seu oncle Eddie i torna a la seva família. Tractant de posar fi a la venjança de sang, Jimmy ataca l'amagatall de Shawn i mata la seva colla. Jimmy rastreja Shawn fins a algunes vies del tren properes on dispara Shawn. Jimmy té Shawn en els seus braços mentre Shawn finalment mor.

## Repartiment
- Liam Neeson com Jimmy Conlon
- Ed Harris com Shawn Maguire
- Joel Kinnaman com Mike Conlon
- Boyd Holbrook com Danny Maguire
- Bruce McGill com Pat Mullen
- Gènesi Rodríguez com a Gabriela Conlon
- Vincent D'Onofrio com el Detectiu Harding
- Lois Smith com Margaret Conlon
- Common com Andrew Price
- Beau Knapp com Kenan Boyle
- Patricia Kalember com Rose Maguire
- Daniel Stewart Sherman com Brendan
- James Martínez com el Detectiu Oscar Torres
- Radivoje Bukvic com Victor Grezda
- Tony Naumovski com Samir
- Lisa Branch com Angela Banks
- Holt McCallany com Frank
- Aubrey Joseph com Curtis 'Legs' Banks
- Giulia Cicciari com Catelyn Conlon
- Carrington Meyer com Lily Conlon
- Gavin-Keith Umeh com l'oficial Randle
- Malcolm Goodwin com l'oficial Colston
- Nick Nolte com Eddie Conlon

## Producció
El gener de 2012, Warner Bros va adquirir el guió de Brad Ingelsby d'Una nit per sobreviure per una suma de sis xifres. Durant el següent mes de novembre, Liam Neeson va entrar en negociacions per protagonitzar la pel·lícula i es va convertir en un bloqueig el gener de 2013. En aquest moment, el director Jaume Collet-Serra es va apegar a la pel·lícula i el títol va ser canviat a executar tota la nit. El rodatge va començar el 3 d'octubre de 2013.